# اسفنج بزرگ کارائیب
اسفنج بزرگ کارائیب (نام علمی: Xestospongia muta) نام یک گونه از رده چنداسفنجی است. این گونه یک اسفنج دریایی غول پیکر است که در دریای کارائیب زیست می‌کند. طول عمر این موجود بین صدها تا هزار سال یا حتی شاید بیشتر هم میرسد.